# Laeops kitaharae
Laeops kitaharae és un peix teleosti de la família dels bòtids i de l'ordre dels pleuronectiformes.
Pot arribar als 20 cm de llargària total. Es troba a les costes de l'Àfrica oriental i Japó.